# کانگ ها نول
این یک نام کره‌ای است؛ نام خانوادگی کیم است.  بر روی صحنه یا به صورت مستعار با  نام خانوادگی کانگ شناخته‌ می‌شود.
کانگ ها نول (کره‌ای: 강하늘؛ زادهٔ کیم ها نول در ۲۱ فوریهٔ ۱۹۹۰) بازیگر اهل کره جنوبی است.
وی در میان طرفدارانش معروف به «آیدل جهانی موسیقی» می‌باشد. او همیشه در مدرسه و نمایشنامه‌های مدرسه مشغول به فعالیت بود و از دوران کودکی علاقه‌مند به این فعالیت شد. خانوادهٔ کانگ همواره از او حمایت کردند تا رؤیای خود را برای تبدیل شدن به یک بازیگر و شخصیت تلویزیونی مشهور به انجام برساند. وی حرفهٔ بازیگری را در ۱۷ سالگی آغاز کرد و تحصیلات خود را در دانشگاه چونگ آنگ در رشتهٔ تئاتر به انجام رساند. در سال ۲۰۰۶، هنگامی که او تنها ۱۶ سال داشت، نخستین کار خود را به‌عنوان یک بازیگر سینمایی با "Watch The Celestial" آغاز کرد. همچنین او در سریال اسکویید گیم( شماره 388 ) حضور داشته است. 

## حرفه
کانگ ها نول حرفه خود را با نقش آفرینی در تئاترهای موزیکالی چون Thrill Me (2010), Prince Puzzle (2011) , Black Mary Poppins (2012), and Assassins (2012) شروع کرد و سپس با بازی در سریال مامان من! سوپر مامان! در سال ۲۰۰۷ وارد تلویزیون شد. او با نقش آفرینی در سریال‌هایی چون "به زیبایی تو"، "ستاره بزرگ" و "وارثان" و "چشمان فرشته"صاحب شهرت شد. وی به دلیل بازی در سریال چشمان فرشته موفق به دریافت جایزه ستاره جدید در ۲۲امین جوایز درامای اس‌بی‌اس و نامزد دریافت بهترین بازیگر جوان در ۱۶مین جشنواره فیلم بین‌المللی جوانان سئول شد.
سال ۲۰۱۵ برای وی سالی پرکار بود چرا که در چهار فیلم
C'est si bon و Empire of Lust و Twenty و Dongju: The Portrait of a Poet و سریال زندگی ناتمام ایفای نقش نمود. نقش آفرینی وی در این سال منجر به دریافت ۶ جایزه در جشنواره‌های مطرح کره و منطقه شرق آسیا و نامزد دریافت ۷ جایزه بین‌المللی شد.
در سال ۲۰۱۶ در فیلم Like for Likes نقش آهنگ سازی جوان که شنوایی خود را از دست داده‌است بازی نمود و در همان سال مشغول به بازی در سریال عاشقان ماه در نقش شاهزاده هشتم وانگ ووک شد که افتخارات بسیاری را همچون دریافت جایزه «بهترین بازیگر در سریال‌های درام فانتزی» در جشنواره جوایز درامای اس‌بی‌اس برای او به ارمغان آورد.
کانگ در سال ۲۰۱۷ با بازی در فیلم New Trial در نقش جوانی که مورد تحقیق خشونت‌آمیز مأموران پلیس شده و به ده سال حبس محکوم شد خوش درخشید. وی در همین سال مشغول به بازی در فیلم دونده‌های نیمه‌شب در کنار پارک سو-جون شد که این فیلم در تاریخ ۹ اوت ۲۰۱۷ در ۱٬۰۵۸ سینما در کشور کره بر روی پرده سینما رفت و توانست در دومین روز انتشار مبلغ ۱٫۹۷ میلیون دلار در مجموع ۳۰۸٫۳۰۳ فروش بلیت به دست آورد. سپس در طول پنج روز اول فیلم ۱٬۹ میلیون بیننده را جذب کرد و مجموعاً ۱۳٫۶ میلیون دلار به دست آورد. تعداد کل پذیرش‌ها تا روز ۲۷ اوت به ۴٬۸۸۳ میلیون افزایش یافته‌است که در طی این ۱۹ روز از زمان انتشار درآمد ناخالص آن به ۳۴٫۰۴ میلیون دلار آمریکا رسید. پس از انتشار اولیه در سینماهای محلی، این فیلم در ۲۳ اوت در اندونزی منتشر خواهد شد و بعد از آن در آمریکای شمالی در ۲۵ اوت و در استرالیا در تاریخ ۳۱ اوت منتشر خواهد شد و سپس به نیوزیلند، هنگ کنگ، بریتانیا، سنگاپور، مالزی، ژاپن، تایوان، ویتنام و فیلیپین خواهد رسید. کانگ به دلیل موفقیت اش در این فیلم تنها در دو هفته اول انتشار در رتبه‌بندی شهرت‌های نام تجاری برای بازیگران فیلم در ماه اوت رتبه پنجم را معادل ۷٫۴۸ میلیون نفر کسب کرد.

## زندگی شخصی
کانگ از ۱۱ سپتامبر ۲۰۱۷ به عنوان یک افسر پلیس به مدت ۲۱ ماه مشغول به خدمت سربازی شده‌است.
در ۲۳ می ۲۰۱۹ خدمت سربازی را به سلامت به پایان رساند و با جمعیتی از طرفداران استقبال شد.
در اولین پروژه بعد از سربازی در سریال وقتی کاملیا شکوفا می‌شود در نقش (هوانگ یونگ-شیک) ایفای نقش کرد.

## فیلم‌شناسی

### فیلم
| سال  | عنوان                          | نقش          | توضیحات      | منابع         |
| ---- | ------------------------------ | ------------ | ------------ | ------------- |
| ۲۰۱۱ | بتلفیلد هیروز                  | یون نام سان  |              | [ ۶ ]         |
| ۲۰۱۱ | تو حیوان خانگی منی             | یونگ سو      |              | [ ۷ ]         |
| ۲۰۱۴ | قبر عزا                        | کانگ این سو  |              | [ ۸ ]         |
| ۲۰۱۵ | خیلی خوبه                      | یون هیونگ جو |              | [ ۹ ]         |
| ۲۰۱۵ | امپراتوری شهوت                 | کیم جین      |              | [ ۱۰ ]        |
| ۲۰۱۵ | بیست                           | کیونگ جه     |              | [ ۱۱ ]        |
| ۲۰۱۶ | دونگجو: پرتره یک شاعر          | یون دونگ جو  |              | [ ۱۲ ]        |
| ۲۰۱۶ | لایک برای لایک‌ها               | لی سو هو     |              | [ ۱۳ ]        |
| ۲۰۱۷ | محاکمه جدید                    | جو هیون وو   |              | [ ۱۴ ]        |
| ۲۰۱۷ | دونده‌های نیمه‌شب                | کانگ هی یول  |              | [ ۱۵ ]        |
| ۲۰۱۷ | فراموش‌شده                      | جین سوک      |              | [ ۱۶ ]        |
| ۲۰۱۸ | هونگ بو: انقلابی               | پارک دول پو  | حضور افتخاری | [ ۱۷ ]        |
| ۲۰۱۸ | من با بهار قرار گذاشتم         | لی گی دونگ   |              | [ ۱۸ ]        |
| ۲۰۲۱ | در انتظار باران                | پارک یونگ هو |              | [ ۱۹ ] [ ۲۰ ] |
| ۲۰۲۱ | یک پایان سال رنگارنگ           | جه یونگ      |              | [ ۲۱ ]        |
| ۲۰۲۲ | دزدان دریایی: آخرین گنج سلطنتی | وو مو چی     |              | [ ۲۲ ]        |
| ۲۰۲۳ | رویا                           | سونگ چان     | حضور ویژه    | [ ۲۳ ]        |
| ۲۰۲۳ | ۳۰ روز                         | نو جونگ یول  |              | [ ۲۴ ]        |
| TBA  | استریمینگ                      | وو سانگ اون  |              | [ ۲۵ ]        |

### مجموعه تلویزیونی
| سال       | عنوان                   | نقش                   | توضیحات                        | منابع         |
| --------- | ----------------------- | --------------------- | ------------------------------ | ------------- |
| ۲۰۰۷      | مامان من! سوپر مامان!   | چوی هون               |                                |               |
| ۲۰۰۷–۲۰۱۲ | زادگاه برفراز تپه       | کیم جونگ هی           |                                |               |
| ۲۰۱۱      | بیمارستان نیمه‌شب        | یانگ چانگ سو          |                                |               |
| ۲۰۱۲      | به تو که زیبایی         | مین هیون جه           |                                | [ ۲۶ ]        |
| ۲۰۱۳      | مونستار                 | جونگ سون وو           |                                | [ ۲۷ ]        |
| ۲۰۱۳      | دو هفته                 | کیم سونگ جون          | حضور افتخاری                   | [ ۲۸ ]        |
| ۲۰۱۳      | آشوب                    | جون کیونگ             | درام ویژه                      | [ ۲۹ ]        |
| ۲۰۱۳      | وارثان                  | لی هیو شین            |                                | [ ۳۰ ]        |
| ۲۰۱۴      | چشمان فرشته             | جوانی پارک دونگ جو    |                                | [ ۳۱ ]        |
| ۲۰۱۴      | میسنگ: زندگی ناتمام     | جانگ بک گی            |                                | [ ۳۲ ]        |
| ۲۰۱۴–۲۰۱۵ | پانچ                    | ما سون نام            | بازیگر میهمان (قسمت ۶)         |               |
| ۲۰۱۵      | گمشده                   | لی جونگ سو            | بازیگر میهمان (قسمت ۱–۲)       | [ ۳۳ ]        |
| ۲۰۱۶      | عاشقان ماه              | شاهزاده هشتم وانگ ووک |                                | [ ۳۴ ]        |
| ۲۰۱۶      | همراهان                 | خودش                  | حضور افتخاری                   | [ ۳۵ ]        |
| ۲۰۱۹      | وقتی کاملیا شکوفا می‌شود | هوانگ یونگ شیک        |                                | [ ۳۶ ]        |
| ۲۰۲۱      | طلوع ماه در رودخانه     | ژنرال اون هیوپ        | بازیگر میهمان (قسمت ۱، ۲ و ۲۳) | [ ۳۷ ] [ ۳۸ ] |
| ۲۰۲۲      | نفوذی                   | کیم یو هان            |                                | [ ۳۹ ]        |
| ۲۰۲۲      | تشویق آخر               | یو جه هون             |                                | [ ۴۰ ]        |
| ۲۰۲۳      | روز آدم‌ربایی            | ریچارد چوی            | بازیگر میهمان (قسمت ۱۲)        | [ ۴۱ ]        |

### برنامه تلویزیونی
| سال  | عنوان                    | مقش               | توضیخات | منابع  |
| ---- | ------------------------ | ----------------- | ------- | ------ |
| ۲۰۱۶ | جوانان فراتر از گل       | عضو گروه بازیگران |         | [ ۴۲ ] |
| ۲۰۲۰ | مسافر                    | عضو گروه بازیگران | فصل ۲   | [ ۴۳ ] |
| ۲۰۲۱ | خانه روی چرخ: برای اجاره | عضو گروه بازیگران |         | [ ۴۴ ] |

### برنامه اینترنتی
| سال  | عنوان      | نقش  | توضیحات        | منابع  |
| ---- | ---------- | ---- | -------------- | ------ |
| ۲۰۲۲ | اس‌ان‌ال کره | مجری | فصل ۲ – قسمت ۴ | [ ۴۵ ] |

### حضور در موزیک ویدئو
| سال  | نام آهنگ                    | آرتیست          | منابع  |
| ---- | --------------------------- | --------------- | ------ |
| ۲۰۰۷ | «Still Pretty Today»        | فلای تو د اسکای |        |
| ۲۰۱۷ | «یک از دست رفته» (Lost One) | اپیک های        | [ ۴۶ ] |

## تئاتر
| سال  | عنوان              | نقش                       |
| ---- | ------------------ | ------------------------- |
| ۲۰۰۶ | سماوی دیده‌بان      | Jang Young-shil           |
| ۲۰۰۷ | Carpe Diem         | لی ایل                    |
| ۲۰۰۸ | La Vida            | شاهزاده هملت              |
| ۲۰۰۹ | هیجان من           | ریچارد لوئی               |
| ۲۰۰۹ | بهار بیداری        | ارنست                     |
| ۲۰۱۰ | هیجان من           | ناتان لئوپولد             |
| ۲۰۱۱ | شاهزاده پازل       | گو-دونگ                   |
| ۲۰۱۲ | سیاه، Mary Poppins | هرمان                     |
| ۲۰۱۲ | Assassins          | لی هاروی اسوالد/Balladeer |
| 2013 | سیاه، Mary Poppins |                           |
| 2015 | Harold and Maude   | هارولد                    |

## ترانه‌شناسی
| سال  | عنوان                                         | یادداشت                                              |
| ---- | --------------------------------------------- | ---------------------------------------------------- |
| 2013 | "Atlantis Princess"                           | آهنگ از Monstar OST                                  |
| 2013 | "Don't Make Me Cry"                           | آهنگ از Monstar OST                                  |
| 2013 | "Only That Is My World / March"               | آهنگ از Monstar OST                                  |
| 2013 | "사람 사랑 (Person Love)"                     | آهنگ‌های منتشر نشده مورد استفاده در درام Monstar      |
| 2013 | "I will love you"                             | آهنگ‌های منتشر نشده مورد استفاده در درام Monstar      |
| 2013 | "After love gone"                             | آهنگ‌های منتشر نشده مورد استفاده در درام Monstar      |
| 2014 | "Three Things I Have Left (Acoustic version)" | آهنگ از Angel Eyes OST                               |
| 2015 | "When The Saints Go Marching In"              | آهنگ از c'est si bon OST                             |
| 2015 | "조개껍질 묶어"                               | آهنگ از c'est si bon OST                             |
| 2015 | "백일몽"                                      | آهنگ از c'est si bon OST                             |
| 2015 | "사랑하는 마음"                               | آهنگ از c'est si bon OST                             |
| 2015 | "하얀 손수건"                                 | آهنگ از c'est si bon OST                             |
| 2015 | "You mean everything to me"                   | آهنگ‌های منتشر نشده مورد استفاده در فیلم c'est si bon |
| 2015 | "My Bonnie Lies Over The Ocean"               | آهنگ‌های منتشر نشده مورد استفاده در فیلم c'est si bon |
| 2016 | "Self-portrait"                               | آهنگ از Dongju: پرتره از یک شاعر OST                 |
| 2016 | "좋아해줘"                                    | آهنگ از Like for Likes OST                           |

## جوایز و نامزدی‌ها
| Year | Award                                        | Category                                  | Nominated work                  | Result   |
| ---- | -------------------------------------------- | ----------------------------------------- | ------------------------------- | -------- |
| ۲۰۱۴ | 16th Seoul International Youth Film Festival | Best Young Actor                          | The Heirs, Angel Eyes           | نامزدشده |
| ۲۰۱۴ | 22nd SBS Drama Awards                        | New Star Award                            | Angel Eyes                      | برنده    |
| ۲۰۱۵ | 9th Cable TV Broadcasting Awards             | Star Award - Actor                        | Misaeng                         | برنده    |
| ۲۰۱۵ | 4th APAN Star Awards                         | Best New Actor                            | Misaeng                         | نامزدشده |
| ۲۰۱۵ | 51st Baeksang Arts Awards                    | Best New Actor (Film)                     | Twenty                          | نامزدشده |
| ۲۰۱۵ | 35th Golden Cinematography Awards            | Newcomer Award                            | Twenty                          | برنده    |
| ۲۰۱۵ | Korean Film Actors' Guild Awards             | Best New Actor                            | Twenty                          | برنده    |
| ۲۰۱۵ | 15th Korea World Youth Film Festival         | Favorite New Actor                        | Twenty                          | برنده    |
| ۲۰۱۵ | 52nd Grand Bell Awards                       | Best New Actor                            | Twenty                          | نامزدشده |
| ۲۰۱۵ | 36th Blue Dragon Film Awards                 | Best New Actor                            | Twenty                          | نامزدشده |
| ۲۰۱۶ | 21st Chunsa Film Art Awards                  | Best New Actor                            | Twenty                          | برنده    |
| ۲۰۱۶ | 8th MTN Broadcast Advertisement Festival     | CF Star Award                             | —                               | برنده    |
| ۲۰۱۶ | 25th Buil Film Awards                        | Best Actor                                | Dongju: The Portrait of a Poet  | نامزدشده |
| ۲۰۱۶ | 1st tvN10 Awards                             | Scene Stealer, Actor                      | Misaeng                         | نامزدشده |
| ۲۰۱۶ | 1st Asia Artist Awards                       | Best Star Award, Actor                    | Moon Lovers: Scarlet Heart Ryeo | نامزدشده |
| ۲۰۱۶ | SBS Drama Awards                             | Excellence Award,Actor in a Fantasy Drama | Moon Lovers: Scarlet Heart Ryeo | برنده    |
| ۲۰۱۷ | 4th Wildflower Film Awards                   | Best Actor                                | Dongju: The Portrait of a Poet  | نامزدشده |
| ۲۰۱۷ | ۵۳مین مراسم اهدای جوایز هنری بکسانگ          | محبوب‌ترین بازیگر مرد                      | محاکمه مجدد                     | نامزدشده |
| ۲۰۲۰ | ۵۶مین مراسم اهدای جوایز هنری بکسانگ          | بهترین بازیگر نقش اول مرد                 | وقتی کاملیا شکوفا می‌شود         | برنده    |